# Nicolas Roche

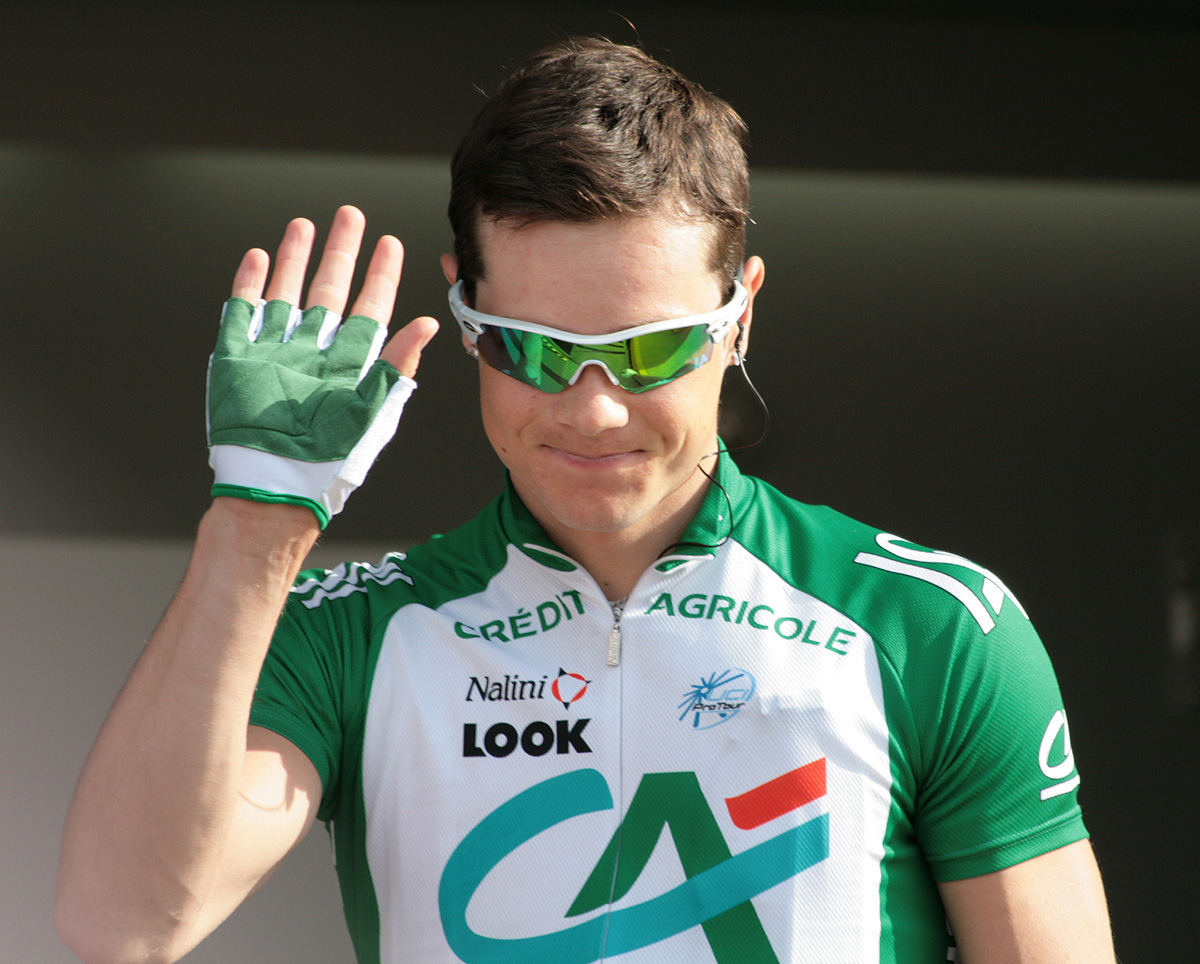
Nicolas Roche, Liège–Bastogne–Liège 2008.

Nicolas Roche, född 3 juli 1984 i Conflans-Sainte-Honorine, Frankrike, är en professionell tävlingscyklist som tävlar för Team Sky med irländskt medborgarskap. Han är son till före detta proffscyklisten Stephen Roche.

## Barndomen
Nicolas Roche började tävlingscykla när han var tolv år gammal, samma år som han hade kommit tillbaka till Irland från Frankrike. Han slutade tvåa, på sin mammas cykel, i sitt första lopp och visste efter det att han ville cykla mer. Han cyklade samtidigt som han tränade andra sporter tills han fyllt 16 år och hade flyttat tillbaka till Frankrike. Det året gjorde han illa knäet och bestämde sig för att helt koncentrera sig på cyklingen därefter.
Roche har dubbelt medborgarskap i Irland och i Frankrike, men när han blev professionell bad franska tjänstemän åt honom att välja nationalitet. Som amatör hade det dock gått bra att tävla med dubbla medborgarskap. Roches pappa kommer från Irland och hans mamma från Frankrike. Nicolas Roche valde att tävla med franskt pass eftersom han ville fortsätta bo i landet även efter sin karriär. Några månader senare valde Roche att byta tillbaka till den irländska tävlingslicensen och han fick även besked om att han kunde behålla sitt dubbla medborgarskap, vilket han gjorde.

## Professionell
I slutet av 2004 blev Roche professionell med Cofidis, le Crédit Par Téléphone och blev därmed den yngste cyklisten i klungan vid det tillfället. Från 2007 cyklade Roche för det franska UCI ProTour-stallet Crédit Agricole, men valde att skriva på ett två års-kontrakt med det franska stallet Ag2r-La Mondiale från och med säsongen 2009.
Under sina två första år hade Roche inga framträdande resultat. Hans första seger som professionell blev den fjärde etappen av Tour de l'Avenir 2006. Samma år slutade han fyra på det irländska nationsmästerskapets linjelopp. Han slutade även fyra i Paris-Corrèze.
I slutet av juni 2007 vann Roche det irländska mästerskapet i tempolopp. Han slutade fyra i landsvägsloppet.
Under säsongen 2008 slutade Roche sexa på Tour Ivoirien de la Paix i Elfenbenskusten. I maj säsongen 2008 vann Roche den första etappen av det portugisiska etapploppet GP Rota dos Móveis framför bland annat britten Jeremy Hunt.
Efter GP Rota dos Móveis dröjde det till mitten av augusti innan Nicolas Roche tog en prispallsplacering i en cykeltävling igen. Roche vann då etapp 1 av Tour du Limousin framför Steve Chainel och Sébastien Hinault. Dagen därpå slutade han tvåa på etappen efter japanen Yukiya Arashiro. I september 2008 slutade han tvåa på etapp 18 av Vuelta a España, bara centimeter från segraren Imanol Erviti.
Roche vann de irländska nationsmästerskapens linjelopp i juni 2009. I juli slutade han på andra plats under etapp 14 av Tour de France 2009 bakom Sergej Ivanov.
Under säsongen 2009 slutade Roche trea på Gran Premio dell'Insubria bakom Samuel Dumoulin och José Joaquin Rojas. På etapp 3 av Paris-Nice slutade irländaren på tredje plats bakom Peter Sagan och Joaquim Rodriguez. På etapp 7 av Paris-Nice tog han fjärde platsen bakom Amaël Moinard, Thomas Voeckler och Alejandro Valverde. Under Katalonien runt slutade Roche på tredje plats på etapp 7 bakom Juan José Haedo och Robert Förster.
2012 slutade Roche 12:a totalt på både Tour de France och Vuelta a España. 2013 slutade han femma på Vuelta a España. Under loppet vann han etapp 2 och bar den röda ledartröjan under en etapp.
2014 vann Roche etapploppet Route du Sud. 2015 var Roche återigen framgångsrik under Vuelta a España då han vann etapp 18 före Haimar Zubeldia.

## Meriter
2006
etapp 4, Tour de l'Avenir
2007
 Nationsmästerskapens tempolopp
2008
etapp 1, GP Internacional Paredes Rota dos Móveis
etapp 1, Tour du Limousin
2009
 Nationsmästerskapens linjelopp
2013
etapp 2, Vuelta a España
2014
1:a totalt Route du Sud
2015
etapp 18, Vuelta a España

## Stall
- Cofidis 2004–2006 (var stagiaire 2004)
- Crédit Agricole 2007–2008
- Ag2r-La Mondiale 2009–2012
- Saxo-Tinkoff 2013–2014
- Team Sky 2015–